# Melaleuca diosmifolia
Melaleuca diosmifolia là một loài thực vật có hoa trong Họ Đào kim nương. Loài này được Andrews mô tả khoa học đầu tiên năm 1806.

## Hình ảnh

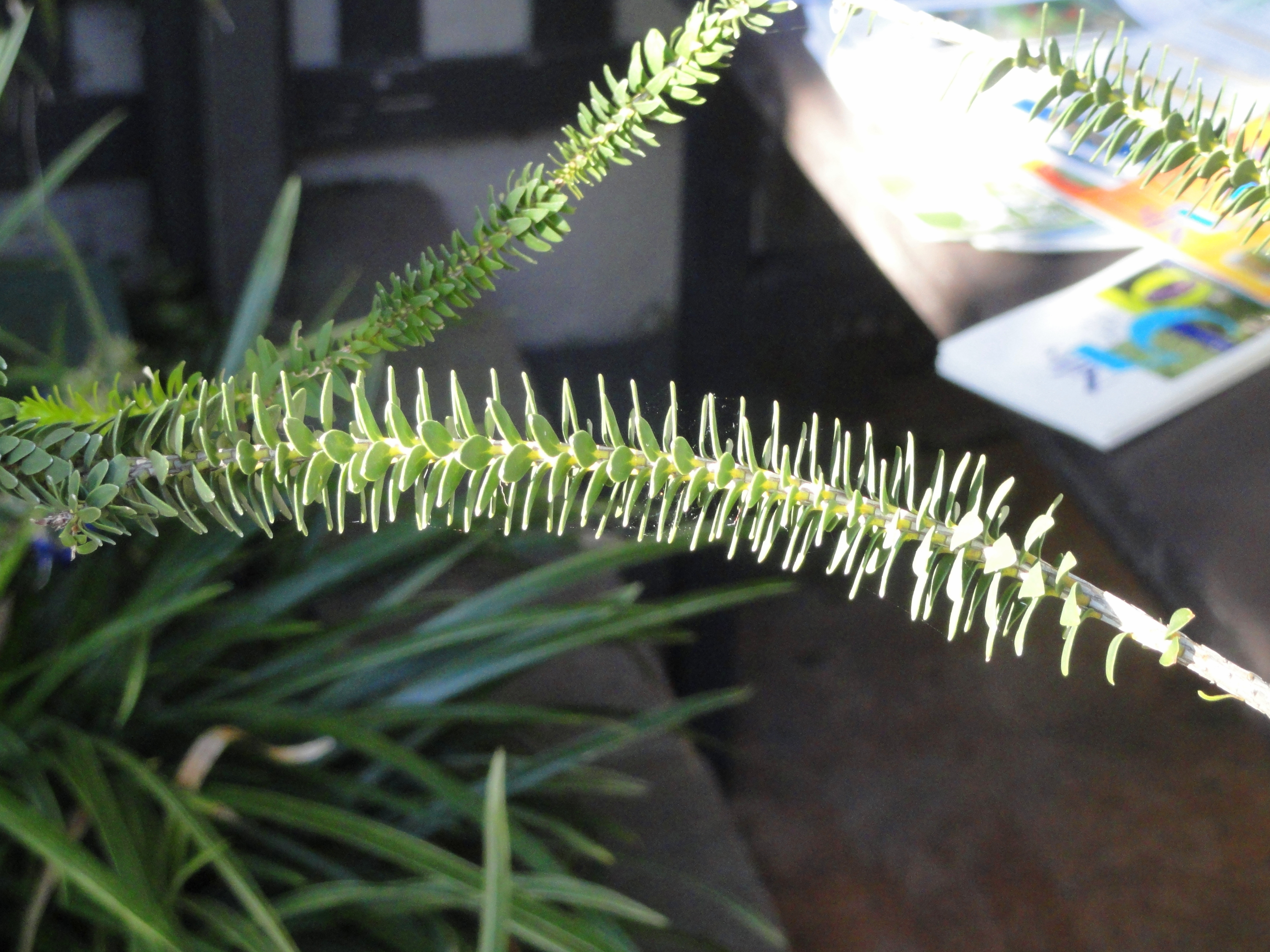